# Phloeobius
Phloeobius är ett släkte av skalbaggar. Phloeobius ingår i familjen plattnosbaggar.

## Dottertaxa tillPhloeobius, i alfabetisk ordning[1]
- Phloeobius affinis
- Phloeobius albescens
- Phloeobius albifrons
- Phloeobius albimaculatus
- Phloeobius albopygialis
- Phloeobius alternans
- Phloeobius amplus
- Phloeobius apicalis
- Phloeobius brevitarsis
- Phloeobius catenatus
- Phloeobius cervinus
- Phloeobius ceylonicus
- Phloeobius compressicornis
- Phloeobius cordiger
- Phloeobius crassicollis
- Phloeobius dama
- Phloeobius decipiens
- Phloeobius facilis
- Phloeobius ferrugineus
- Phloeobius gibbosus
- Phloeobius gigas
- Phloeobius griseus
- Phloeobius horaeus
- Phloeobius horeus
- Phloeobius humilis
- Phloeobius hypoxanthus
- Phloeobius insignis
- Phloeobius laetus
- Phloeobius latifrons
- Phloeobius lepticornis
- Phloeobius lineifer
- Phloeobius longicornis
- Phloeobius lutosus
- Phloeobius mimes
- Phloeobius nigroungulatus
- Phloeobius notius
- Phloeobius pachymerus
- Phloeobius pallipes
- Phloeobius papuanus
- Phloeobius penicillus
- Phloeobius pilipes
- Phloeobius podicalis
- Phloeobius posticatus
- Phloeobius pustulosus
- Phloeobius quadricommatus
- Phloeobius retusus
- Phloeobius sandalinus
- Phloeobius stenus
- Phloeobius striga
- Phloeobius variegatus
- Phloeobius vicinus